# Кизя
Кизя (укр. Кізя) — село в Каменец-Подольском районе Хмельницкой области Украины.
Население по переписи 2001 года составляло 346 человек. Почтовый индекс — 32333. Телефонный код — 3849. Занимает площадь 1,027 км².

## Местный совет
32330, Хмельницкая обл., Каменец-Подольский р-н, с. Приворотье, ул. Ленина, 5